# Sedmá pečeť
Sedmá pečeť (švédsky: Det sjunde inseglet) je filmové podobenství z roku 1957 režírované Ingmarem Bergmanem. Popisuje cestu středověkého rytíře Antonia Blocka (Max von Sydow) krajinou postiženou morovou ranou. Bergmana inspirovaly středověké kostelní malby, které viděl, když v dětství cestoval s otcem po Švédsku a také starší film Vozka smrti.
Název odkazuje k pasáži ze Zjevení Janova. Citace zazní na začátku i na konci filmu: „… rozlomím sedmou pečeť a poté nastane mlčení plné posvátné bázně…“ (Zjevení Janovo 8:1).

## Děj
Antonius Block (von Sydow) je rytíř, který se společně s panošem Jönsem (Gunnar Björnstrand) vrací z křížových výprav a shledá, že jeho zemi sužuje morová rána. Zjišťuje také, že pro něj samotného si přišla personifikovaná Smrt (Bengt Ekerot). Smrt má ovšem i lidské slabosti a má zlomyslnou radost ze strachu, který v lidech vyvolává. Block nabízí Smrti šachovou partii, aby si prodloužil čas (což je ve skutečnosti předem prohraný boj). Znovu se také setkává se svou ženou Karin, kterou léta neviděl. Rytíř selhává ve své víře v Boha a ptá se po smyslu života. Boha volá, vzývá, ale z temnot se nikdo neozývá. Setkává se s rodinou potulného kejklíře Jofa, který ve svém těžkém životě přesto vidí půvab.
V jiné silné scéně se při upálení čarodějnice Blocka ptá jeho panoš, jestli v jejích očích vidí Boha nebo jenom prázdnotu. Block poznává, že bude raději zlomený ve víře, stále trápený pochybnostmi, než by uznal život beze smyslu. Jistý smysl najde v tom, že umožní útěk mladému páru a jejich dítěti.

## Historické reálie a existencialismus
Během cesty rytíře Blocka za vírou se dozvídáme více o středověké společnosti a to, jak se vyrovnávala se smrtí, o upalování čarodějnic nebo bičování sama sebe. Bergman je kritický k zástupcům církve, které atmosféra morové rány víceméně vyhovuje. V kontrastu je zobrazena rytířova nevíra a zahořklost jeho panoše k jednoduché víře kejklíře Jofa (Nils Poppe) a jeho manželky Miy (Bibi Andersson). Panoš, byť je nevěřící a cynický, prokazuje pozoruhodnou citlivost, která ho nutí chránit a pomáhat těm, kterým pomoci může, a cítit účast k těm, kterým pomoci nemůže (například čarodějnici).
Pokud se má rytíř vracet z křížové výpravy, nemohl se vrátit domů v půlce morové Černé smrti. Poslední, devátá křížová výprava skončila v roce 1271 a morová rána propukla v Evropě v roce 1348. Ne všechny křížové výpravy byly vedeny do Svaté země, některé zavedly rytíře do Pobaltí. Jöns ovšem ve filmu přímo říká, že s pánem byli ve Svaté zemi. Pravdivé historické reálie nejsou ale pro vyznění filmu příliš podstatné, Bergman měl v úmyslu natočit filozofický film, ne historický.[zdroj⁠?!]
Samotné téma života smrti odpovídá existencialismu padesátých let, ne víře středověkých lidí. Mnoho z myšlenek o smrti a smyslu života odkazuje k dánskému filozofovi Kierkegaardovi.[zdroj⁠?!]

## Autorův náhled
Ve své autobiografii Laterna magica píše Bergman, že Sedmá pečeť je „nevyrovnaný film, který je však blízký mému srdci, poněvadž jsme ho natáčeli v primitivních podmínkách s obrovskou vitalitou a chutí. V nočním lese, ve kterém je popravena čarodějnice, probleskují mezi stromy okna råsundských věžáků. Průvod flagelantů táhl přes zbořeniště, na kterém se měla stavět nová laboratoř. Záběr s tancem smrti pod temným mrakem vznikl v nesmírném chvatu ve chvíli, kdy už většina herců měla padla. Do kostýmu odsouzenců se musel obléknout pomocný personál, elektrikáři, maskér a dva letní hosté, kteří vůbec nevěděli, o co běží. Nachystali jsme němou kameru, a než se mrak rozplynul, byl záběr na světě.“

## Recenze
- Sedmá pečeť[nedostupný zdroj] na Film CZ Archivováno 15. 1. 2015 na Wayback Machine.